# سفن أونغر
سفن أونغر هو لاعب كرة قدم. يلعب مع منتخب السويد لكرة القدم. سبق له أن لعب في كأس العالم لكرة القدم مع منتخب بلاده.

## روابط خارجية
- سفن أونغر على موقع الاتحاد الدولي (مؤرشف)  (الإنجليزية)